# Synagoga w Spiskim Podgrodziu
Synagoga w Spiskim Podgrodziu – synagoga znajdująca się w Spiskim Podgrodziu na Słowacji, przy ulicy Štefánikovej 78.
Synagoga została zbudowana około 1875 roku w stylu mauretańskim. W latach 1905–1906 została pieczołowicie zrekonstruowana po pożarze. Obecnie w synagodze znajduje się sala wystawowo-koncertowa.
Dawniej jak i do dziś synagoga jest jednym z najbardziej charakterystycznych i najbardziej oryginalnych budynków w mieście. Wewnątrz zachowały się fragmenty orientalnej dekoracji naściennej, Aron ha-kodesz oraz galerie dla kobiet wsparte na kolorowych, żelaznych słupach. Z zewnątrz synagoga zachowała oryginalny wygląd.